# الکا گراهام
الکا گراهام (به انگلیسی: Elka Graham) (زادهٔ ۲۰ اکتبر ۱۹۸۱) شناگر اهل استرالیا است.